# Kazuki Hattori
Kazuki Hattori (japanisch 服部 一輝 Hattori Kazuki; * 16. März 1995 in Tokio, Präfektur Tokio) ist ein japanischer Fußballspieler.

## Karriere
Kazuki Hattori erlernte das Fußballspielen in der Schulmannschaft der Sapporo Otani High School sowie in der Universitätsmannschaft der Meiji-Universität. Seinen ersten Vertrag unterschrieb er im Februar 2017 bei Kataller Toyama. Der Verein aus Toyama, einer Stadt in der Präfektur Toyama, spielte in der dritten japanischen Liga, der J3 League. 2019 wechselte der Torwart zum Zweitligaabsteiger Kamatamare Sanuki nach Takamatsu. Für Sanuki stand er bis 2020 neunmal in der dritten Liga im Tor. Im Januar 2021 unterschrieb er einen Vertrag beim Ligakonkurrenten Fukushima United FC. Nach einer Saison wechselt er im Januar 2022 zum Zweitligisten Vanraure Hachinohe.